# Ustelkeria
«Ustelkeria» (que en castellano significa "Podredumbre") es una canción del grupo vasco Negu Gorriak. El tema apareció en el segundo álbum de la banda Gure Jarrera (1991) y les valió una demanda por parte del entonces teniente coronel de la Guardia Civil Enrique Rodríguez Galindo. Así, Negu Gorriak se convirtieron en ser el primer grupo de música en ser denunciado en España por el contenido de sus letras desde la caída de la dictadura de Franco.
En la canción, desarrollada como una conversación telefónica entre Fermin Muguruza y Kaki Arkarazo, el grupo acusaba a Rodríguez Galindo de narcotráfico, basándose para ello en informaciones que implicaban al guardia civil con una red de tráfico de drogas aparecida en periódicos como Diario 16 (once artículos entre el 14 de noviembre de 1990 y el 15 de marzo de 1991), Egin (seis artículos entre el 15 de noviembre de 1990 y el 17 de enero de 1991) o Egunkaria (12 de marzo de 1991)., Los periódicos habían publicado esta información basándose en el famoso "Informe Navajas", elaborado por el fiscal de la Audiencia Provincial de Guipúzcoa Luis Navajas.

## La demanda de Galindo
En mayo de 1993, el teniente coronel de la Guardia Civil Enrique Rodríguez Galindo demandó a Negu Gorriak, a Esan Ozenki Records, a Jon Maia y a Angel Katarain (técnico de sonido del grupo) por un delito de «daños al honor y difamación del buen nombre», ya que consideraba que la canción «Ustelkeria» constituía una «intromisión ilegítima en su derecho al honor». El Guardia Civil exigió en primer lugar un pago de 15 millones de pesetas (alrededor de 90 000 euros) y en segundo lugar que el grupo no pudiese tocar la canción en directo, ni incluirla en futuras reediciones del álbum. La demanda también se refería a una fotografía suya que aparecía con la letra de la canción en el encarte del álbum.
La demanda, en un principio, fue desestimada por la sala cuarta del Tribunal de Primera Instancia de San Sebastián el 3 de enero de 1994. Según el juez la canción contenía «palabras contundentes que incorporan un significado ácido y mordaz pero legítimo dentro del campo de la libertad ideológica» y que la letra era «prácticamente literal» al artículo del periódico Egunkaria publicado el 12 de marzo de 1991». La noticia tuvo un amplio eco en los medios de comunicación, por ejemplo, el diario El Mundo publicó la noticia con el titular de «Negu Gorriak: 1, Galindo: 0».
El 25 de mayo de 1995 la Sección Primera de la Audiencia Provincial de Guipúzcoa falló a favor de Galindo, condenando a Negu Gorriak. Esta sentencia (que el grupo recurrió) ponía en peligro la existencia misma de Esan Ozenki, ya que la discográfica debería vender los másteres de sus grupos para hacer frente al pago de los 15 millones de pesetas.
El grupo comenzó la campaña internacional de solidaridad Hitz Egin! («¡Habla!», en castellano), en «apoyo de la libertad de expresión» y con la idea de recaudar el dinero necesario para hacer frente a los costos de la demanda en caso de perderla. Además de editar, junto a la discográfica italiana Radio Tanden, un recopilatorio de apoyo (Parla! Libertà d'espressione), Esan Ozenki organizó un festival en el que tocaron gran parte de los grupos que grababan para ella y los propios Negu Gorriak. El macro-concierto se celebró el sábado 28 de octubre en Oyarzun (Guipúzcoa). Dos días antes, las entradas se agotaron: acudieron más de 12 000 personas. En total fueron 9 horas para los 15 grupos, que estuvieron repartidos en dos escenarios: Bap!!, Nación Reixa, Xabier Montoia, Deabruak Teilatuetan, Ama Say, Su Ta Gar, Banda Bassotti, Anestesia, Kashbad, Baldin Bada, Dut, LinTon Taun, EH Sukarra, Etsaiak y Negu Gorriak.
Como parte complementaria de la campaña, el grupo editó en 1996 el álbum Ustelkeria, un disco compuesto de tomas en directo, rarezas y caras B de singles. Ustelkeria no se vendió en tiendas, solo por correo y a un precio de 5000 pesetas (unos 30 euros). Además, el sello-distribuidora francés Explicit Sounds editó ese mismo año un sencillo compartido entre Negu Gorriak y BAP!!: Irabaziko dugu.
El 7 de junio de 2000, el Tribunal Supremo absolvió al grupo de todos los cargos al considerar que la querella de Galindo estaba mal planteada al no incluir a uno de los coautores de la letra: Mikel Campos. Miguel Castells, abogado del grupo, manifestó que no pensaba que Galindo recurriese la sentencia exculpatoria.
Así, en enero de 2001, el grupo anunció la victoria definitiva sobre Rodríguez Galindo y la celebración de dos conciertos de Negu Gorriak como despedida final y agradecimiento a todo el apoyo recibido durante el proceso (el grupo se había disuelto en 1996). Los conciertos se celebraron en febrero en Bayona (4000 personas) y en el velódromo de Anoeta en San Sebastián (13 000 personas). Debido a la venta masiva de entradas (se agotaron en menos de un mes) y a la expectación creada, el grupo anunció realizaría dos conciertos en Anoeta. Además, se reeditó Ustelkeria para su venta en tiendas. Alrededor de 30 000 personas fueron testigos de los tres últimos conciertos de Negu Gorriak.

## Personal
- Fermin Muguruza: voz.
- Iñigo Muguruza: guitarra
- Kaki Arkarazo: guitarra.
- Mikel «Anestesia»: bajo.
- Mikel «BAP!!»: batería.